# 汚れた血
『汚れた血』（よごれたち、Mauvais sang）は、1986年のフランス映画。

## 概説
レオス・カラックス監督が近未来を舞台に撮ったSF系フィルム・ノワールと、主にメロドラマを絡めた青春映画。『ボーイ・ミーツ・ガール』からはじまり『ポンヌフの恋人』へとつづくアレックス3部作の第2弾。カラックスにとっては長編では初のカラー作品。思春期の痛みや孤独、そして自由への無限大の渇望を、愛の疾走感の中に刻み付けるように強く描いた作品である。

## スタッフ
- 監督・脚本：レオス・カラックス
- 製作：アラン・ダーン、フィリップ・ディアス
- 撮影：ジャン＝イヴ・エスコフィエ
- 音楽：ベンジャミン・ブリテン
- 主題歌：デヴィッド・ボウイ『Modern Love』
- 挿入歌：セルゲイ・プロコフィエフ、シャルル・アズナヴール、デヴィッド・ボウイ、セルジュ・レジアニ

## キャスト
- ドニ・ラヴァン：アレックス
- ジュリエット・ビノシュ：アンナ
- ジュリー・デルピー：リーズ
- ミシェル・ピッコリ：マルク
- セルジュ・レジアニ
- ミレーユ・ペリエ

## ストーリー
愛の無いセックスで感染するレトロウイルスが原因の奇病「STBO」が蔓延するパリ。幼少の頃から虚無感や孤独感に生きてきた青年アレックスは、恋人リーズといる時も虚しさは同じだった。原因不明の腹痛にも襲われながら、カードマジックで日銭を稼ぐ生活に嫌気がさしたアレックスは、人生を何とかして変えなければと考え続けていた。そんな矢先、行方知れずの父親が地下鉄の列車に轢かれ死んでしまう。アレックスの父親の友人マルクは、彼の多大な借金を背負うこととなり、STBOのワクチンを盗み密売する作戦を考える。その作戦に必要な人材として、アレックスを見つけ出す。当初は作戦参加を渋るアレックスだったが、マルクの恋人であるアンナと出会ったことによりかつてない運命を感じ、物語は動き始める。

## その他
先述の通りカラックスにとって長編初のカラーフィルム作品であり、夜のパリの色彩表現を徹底するため、名カメラマンであるエスコフィエとの緻密なテストが繰り返し行われた。本編の多くがナイトショットから構成されており、斬新な彫琢を加えている。そのため、大変な準備期間を余儀なくされた経緯がある。